# Euastrum ampullaceum
Euastrum ampullaceum là một loài Song tinh tảo trong họ Desmidiaceae, thuộc chi Euastrum.